# Премия Ренодо
Премия Ренодо (или премия Теофраста Ренодо; фр. Prix Théophraste-Renaudot) — французская литературная премия, созданная в 1926 году десятью журналистами и литературными критиками, ожидавшими результатов обсуждения Гонкуровской премии. Таким образом, премия Ренодо стала своеобразным дополнением Гонкуровской. По традиции обе премии вручаются в один день — первый вторник ноября — и в одном месте: парижском ресторане «Друан».
В состав первого жюри премии Ренодо вошли Раймон де Ни, Марсель Эспио, Жорж Ле Фэвр, Ноэль Саборд, Жорж Мартен, Одетта Паннетье, Генри Гилак, Гастон Пикар, Пьер Демартр и Жорж Шарансоль. Каждый из них являлся автором одной из глав биографии Ренодо, опубликованной в 1929 году в серии «Жизнь известных людей».
В 1992 году, по аналогии с Гонкуровской премией лицеистов, была создана премия «Ренодо лицеистов».
С 2003 года премия Ренодо присуждается также за эссе, а с 2009-го — за книги карманного формата.

## Лауреаты премии
- 1926 — Арман Люнель, Nicolo-Peccavi ou l’affaire Dreyfus à Carpentras
- 1927 — Бернар Нарбонн, Maïtena
- 1928 — Андре Обе, Le Joueur de triangle
- 1929 — Марсель Эме, La Table aux crevés
- 1930 — Жермен Бомон, Piège
- 1931 — Филипп Эриа, «Невинный»
- 1932 — Луи-Фердинанд Селин, «Путешествие на край ночи»
- 1933 — Шарль Бребан, Le roi dort
- 1934 — Луи Франсис, Blanc
- 1935 — Франсуа де Ру, Jours sans gloire
- 1936 — Луи Арагон, «Богатые кварталы»
- 1937 — Жан Рожиссар, Mervale
- 1938 — Пьер Жан Лоне, Léonie la bienheureuse
- 1939 — Жан Малаке, Les Javanais
- 1940 — Жюль Руа, La Vallée heureuse
- 1941 — Поль Муссе, Quand le temps travaillait pour nous
- 1942 — Робер Гайар, Les Liens de chaîne
- 1943 — Андре Субиран, J'étais médecin avec les chars
- 1944 — Роже Пейрефитт «Особенная дружба»
- 1945 — Анри Боско, Le Mas Théotime
- 1946 — Давид Руссе, L’Univers concentrationnaire
- 1947 — Жан Кейроль, Je vivrai l’amour des autres
- 1948 — Пьер Фиссон, Voyage aux horizons
- 1949 — Луи Гийу, Le Jeu de patience
- 1950 — Пьер Молен, Les Orgues de l’enfer
- 1951 — Робер Маргери, Le Dieu nu
- 1952 — Жак Перри, L’Amour de rien
- 1953 — Селия Бертен, La Dernière Innocence
- 1954 — Жан Реверзи, Le Passage
- 1955 — Жорж Гови, Le Moissonneur d'épines
- 1956 — Андре Перрен, Le Père
- 1957 — Мишель Бютор, «Изменение»
- 1958 — Эдуар Глиссан, La Lézarde
- 1959 — Альбер Паль, L’Expérience
- 1960 — Альфред Керн, Le Bonheur fragile
- 1961 — Роже Бордье, Les Blés
- 1962 — Симонна Жакмар, Le Veilleur de nuit
- 1963 — Жан-Мари Гюстав Леклезио, «Протокол»
- 1964 — Жан-Пьер Фей, «Шлюз»
- 1965 — Жорж Перек, «Вещи»
- 1966 — Жозе Кабанис, La Bataille de Toulouse
- 1967 — Salvat Etchart, Le Monde tel qu’il est
- 1968 — Ямбо Уологем, «Долг насилия» (фр. Le devoir de violence, премия была оспорена после запрета коммерческой продажи романа во Франции по приговору суда, установившего, что его текст был переписан из книги британского писателя Грэма Грина. В конечном счёте премия так и не была аннулирована, но сплагиатированный роман был без шума изъят из продажи и из библиотек.)
- 1969 — Макс-Оливье Лакан, Les Feux de la colère
- 1970 — Жан Фрёстье, Isabelle ou l’arrière-saison
- 1971 — Пьер-Жан Реми, Le Sac du palais d'été
- 1972 — Кристофер Франк, La Nuit américaine
- 1973 — Сюзан Пру, La Terrasse des Bernardini
- 1974 — Жорж Боржо, Le Voyage à l'étranger
- 1975 — Жан Жубер, L’Homme de sable
- 1976 — Мишель Анри, L’Amour les yeux fermés
- 1977 — Альфонс Будар, Les Combattants du petit bonheur
- 1978 — Conrad Detrez, L’Herbe à brûler
- 1979 — Жан-Марк Робер, «Чужие дела»
- 1980 — Даниэль Сальнав, Les Portes de Gubbio
- 1981 — Michel Del Castillo, La Nuit du décret
- 1982 — Жорж-Оливье Шаторено, La Faculté des songes
- 1983 — Жан-Мари Руар, Avant-Guerre
- 1984 — Анни Эрно, La Place
- 1985 — Рафаэль Бийеду, Mes nuits sont plus belles que vos jours
- 1986 — Christian Giudicelli, Station balnéaire
- 1987 — René-Jean Clot, L’Enfant halluciné
- 1988 — Рене Депестр, Hadriana dans tous mes rêves
- 1989 — Philippe Doumenc, Les Comptoirs du Sud
- 1990 — Jean Colombier, Les Frères Romance
- 1991 — Dan Franck, La Séparation
- 1992 — Франсуа Вейерган, La Démence du boxeur
- 1993 — Nicolas Bréhal, Les Corps célestes
- 1994 — Guillaume Le Touze, Comme ton père
- 1995 — Патрик Бессон, «Закат семьи Брабанов»
- 1996 — Борис Шрайбер[англ.], Un silence d’environ une demi-heure
- 1997 — Паскаль Брюкнер, Les Voleurs de beauté
- 1998 — Доминик Бона, «Рукопись из Порт-Эбена»
- 1999 — Daniel Picouly, L’Enfant léopard
- 2000 — Ахмаду Курума, Allah n’est pas obligé
- 2001 — Martine Le Coz, Céleste
- 2002 — Gérard de Cortanze, Assam
- 2003 — Филипп Клодель, «Серые души»
- 2004 — Ирен Немировски, «Французская сюита»
- 2005 — Нина Бурауи, Mes mauvaises pensées
- 2006 — Ален Мабанку, Mémoires de porc-épic
- 2007 — Даниэль Пеннак, Chagrin d'école
- 2008 — Тьерно Моненамбо, Le Roi de Kahel
- 2009 — Фредерик Бегбедер, «Французский роман»
- 2010 — Виржини Депант, Apocalypse bébé
- 2011 — Эмманюэль Каррер, «Лимонов»
- 2012 — Сколастик Муказонга, «Богоматерь Нильская»
- 2013 — Ян Муакс, «Рождение»/ Naissance
- 2014 — Давид Фонкинос, «Шарлотта» / Charlotte
- 2015 — Дельфин де Виган, «Основано на реальных событиях» / D’après une histoire vraie
- 2016 — Ясмина Реза, «Вавилон» / Babylone
- 2017 — Оливье Гюс, «Исчезновение Йозефа Менгеле» / La Disparition de Josef Mengele
- 2018 — Валери Монто, «Le Sillon»
- 2019 — Сильвен Тессон, «Снежная пантера[фр.]» / La Panthère des neiges
- 2020 — Мари-Элен Лафон, «История сына» / Histoire du fils
- 2021 — Амели Нотомб, «Первая кровь[фр.]» / Premier Sang

## Премия Ренодо за эссе
- 2001 — Protée et autres essais Симона Лейса (Gallimard)
- 2002 — Le Silence de Delphes Клода-Мишеля Клюни[фр.] (La Différence)
- 2003 — Dictionnaire amoureux de l’Amérique Ива Бергера[фр.] (Plon)
- 2004 — Madame Proust Эвелин Блош-Дано[фр.] (Grasset)
- 2005 — Le Roman de Constantinople Жиля Мартен-Шоффье[фр.] (Le Rocher)
- 2006 — Jean-François Revel : un esprit libre Пьера Бонсена[фр.] (Plon)
- 2007 — Le Benarès-Kyôto Оливье Жермен-Тома[фр.] (Le Rocher)
- 2008 — Autobiographie d’un épouvantail Бориса Цирюльника[фр.] (Odile Jacob)
- 2009 — Он же Каракалла[фр.] / Alias Caracalla Даниэля Кордье[фр.] (Gallimard)
- 2010 — Дело раба Фюрси[фр.] / L’Affaire de l’esclave Furcy Мохаммеда Ассауи[фр.] (Gallimard)
- 2011 — Fontenoy ne reviendra plus Жерара Гегана[фр.] (Stock)
- 2012 — Le Dernier Modèle Франка Мобера[фр.] (Fayard)
- 2013 — Séraphin c’est la fin ! Габриэля Мацнеффа (La Table ronde)
- 2014 — De chez nous Кристиана Отье[фр.] (Stock)
- 2015 — Leïlah Mahi 1932 Дидье Блонда[фр.] (Gallimard)
- 2016 — Le Monde libre Од Ланселен[фр.] (Les Liens qui libèrent)
- 2017 — De l’ardeur Жюстин Ожье[фр.] (Actes Sud)
- 2018 — Со всем моим сочувствием[фр.] / Avec toutes mes sympathies Оливии де Ламбертери[фр.] (Stock)
- 2019 — (Très) cher cinéma français Эрика Нойхоффа[фр.] (Albin Michel)
- 2020 — «Бумажные города: Жизнь Эмили Дикинсон» / Les Villes de papier: Une vie d’Emily Dickinson Доминик Фортье (Alto, Grasset)
- 2021 — «На моей улице было три магазинчика» / Dans ma rue y avait trois boutiques Антони Палу[фр.] (Les Presses de la Cité)